# Pernois
Pernois är en kommun i departementet Somme i regionen Hauts-de-France i norra Frankrike. Kommunen ligger i kantonen Domart-en-Ponthieu som tillhör arrondissementet Amiens. År 2022 hade Pernois 699 invånare.

## Befolkningsutveckling
Antalet invånare i kommunen Pernois
| Referens: INSEE |